# Boxa als Jocs Olímpics d'estiu de 2012
Als Jocs Olímpics d'Estiu de 2012, realitzats a la ciutat de Londres (Anglaterra, Regne Unit), es disputaren tretze proves de boxa, deu en categoria masculina i tres en categoria femenina. Aquesta fou la primera vegada que s'inclogué en el programa olímpic la competició femenina.
La competició tingué lloc entre els dies 28 de juliol i el 12 d'agost a les instal·lacions de l'ExCeL London.

## Calendari
| P | Preliminars | R | Ronda de setzens | ¼ | Quarts de final | ½ | Semifinals | F | Final |

| Data →                      | 28 juliol | 28 juliol | 29 juliol | 29 juliol | 30 juliol | 30 juliol | 31 juliol | 31 juliol | 1 agost | 1 agost | 2 agost | 2 agost | 3 agost | 3 agost | 4 agost | 4 agost | 5 agost | 5 agost | 6 agost | 6 agost | 7 agost | 7 agost | 8 agost | 8 agost | 9 agost | 9 agost | 10 agost | 10 agost | 11 agost | 12 agost |
| Prova ↓                     | T         | V         | T         | V         | T         | V         | T         | V         | T       | V       | T       | V       | T       | V       | T       | V       | T       | V       | T       | V       | T       | V       | T       | V       | T       | V       | T        | V        | V        | T        |
| --------------------------- | --------- | --------- | --------- | --------- | --------- | --------- | --------- | --------- | ------- | ------- | ------- | ------- | ------- | ------- | ------- | ------- | ------- | ------- | ------- | ------- | ------- | ------- | ------- | ------- | ------- | ------- | -------- | -------- | -------- | -------- |
| Pes mini mosca (-49 kg)     |           |           |           |           |           |           | P         | P         |         |         |         |         |         |         | R       | R       |         |         |         |         |         |         |         | ¼       |         |         | ½        |          | F        |          |
| Pes mosca (-52 kg)          |           |           |           |           | P         | P         |           |           |         |         |         |         | R       | R       |         |         |         |         |         |         |         | ¼       |         |         |         |         |          | ½        |          | F        |
| Pes gall (-56 kg)           | P         | P         |           |           |           |           |           |           | R       | R       |         |         |         |         |         |         |         | ¼       |         |         |         |         |         |         |         |         | ½        |          | F        |          |
| Pes lleuger (-60 kg)        |           |           | P         | P         |           |           |           |           |         |         | R       | R       |         |         |         |         |         |         |         | ¼       |         |         |         |         |         |         |          | ½        |          | F        |
| Pes superlleuger (-64 kg)   |           |           |           |           |           |           | P         | P         |         |         |         |         |         |         | R       | R       |         |         |         |         |         |         |         | ¼       |         |         | ½        |          | F        |          |
| Pes wèlter (-69 kg)         |           |           | P         | P         |           |           |           |           |         |         |         |         | R       | R       |         |         |         |         |         |         |         | ¼       |         |         |         |         |          | ½        |          | F        |
| Pes mitjà (-75 kg)          | P         | P         |           |           |           |           |           |           |         |         | R       | R       |         |         |         |         |         |         |         | ¼       |         |         |         |         |         |         | ½        |          | F        |          |
| Pes semipesant (-81 kg)     |           |           |           |           | P         | P         |           |           |         |         |         |         |         |         | R       | R       |         |         |         |         |         |         |         | ¼       |         |         |          | ½        |          | F        |
| Pes pesant (-91 kg)         |           |           |           |           |           |           |           |           | R       | R       |         |         |         |         |         |         |         | ¼       |         |         |         |         |         |         |         |         | ½        |          | F        |          |
| Pes superpesant (+91 kg)    |           |           |           |           |           |           |           |           | R       | R       |         |         |         |         |         |         |         |         |         | ¼       |         |         |         |         |         |         |          | ½        |          | F        |
| Pes mosca femení (-51 kg)   |           |           |           |           |           |           |           |           |         |         |         |         |         |         |         |         | R       |         | ¼       |         |         |         | ½       |         | F       |         |          |          |          |          |
| Pes lleuger femení (-60 kg) |           |           |           |           |           |           |           |           |         |         |         |         |         |         |         |         | R       |         | ¼       |         |         |         | ½       |         | F       |         |          |          |          |          |
| Pes mitjà femení (-75 kg)   |           |           |           |           |           |           |           |           |         |         |         |         |         |         |         |         | R       |         | ¼       |         |         |         | ½       |         | F       |         |          |          |          |          |

## Resum de medalles

### Categoria masculina
| Prova           | Or                     | Plata                       | Bronze                           |
| - 49 kg detalls | Zou Shiming (CHN)      | Kaeo Pongprayoon (THA)      | Paddy Barnes (IRL)               |
| - 49 kg detalls | Zou Shiming (CHN)      | Kaeo Pongprayoon (THA)      | David Ayrapetyan (RUS)           |
| - 52 kg detalls | Robeisy Ramírez (CUB)  | Nyambayaryn Tögstsogt (MGL) | Misha Aloyan (RUS)               |
| - 52 kg detalls | Robeisy Ramírez (CUB)  | Nyambayaryn Tögstsogt (MGL) | Michael Conlan (IRL)             |
| - 56 kg detalls | Luke Campbell (GBR)    | John Joe Nevin (IRL)        | Lázaro Álvarez (CUB)             |
| - 56 kg detalls | Luke Campbell (GBR)    | John Joe Nevin (IRL)        | Satoshi Shimizu (JPN)            |
| - 60 kg detalls | Vasyl Lomachenko (UKR) | Han Soon-Chul (KOR)         | Yasniel Toledo (CUB)             |
| - 60 kg detalls | Vasyl Lomachenko (UKR) | Han Soon-Chul (KOR)         | Evaldas Petrauskas (LTU)         |
| - 64 kg detalls | Roniel Iglesias (CUB)  | Denys Berinchyk (UKR)       | Vincenzo Mangiacapre (ITA)       |
| - 64 kg detalls | Roniel Iglesias (CUB)  | Denys Berinchyk (UKR)       | Uranchimegiin Mönkh-Erdene (MGL) |
| - 69 kg detalls | Serik Sapiyev (KAZ)    | Fred Evans (GBR)            | Taras Shelestyuk (UKR)           |
| - 69 kg detalls | Serik Sapiyev (KAZ)    | Fred Evans (GBR)            | Andrey Zamkovoy (RUS)            |
| - 75 kg detalls | Ryōta Murata (JPN)     | Esquiva Falcão (BRA)        | Anthony Ogogo (GBR)              |
| - 75 kg detalls | Ryōta Murata (JPN)     | Esquiva Falcão (BRA)        | Abbos Atoev (UZB)                |
| - 81 kg detalls | Egor Mekhontsev (RUS)  | Adilbek Niyazymbetov (KAZ)  | Yamaguchi Falcão (BRA)           |
| - 81 kg detalls | Egor Mekhontsev (RUS)  | Adilbek Niyazymbetov (KAZ)  | Oleksandr Gvozdyk (UKR)          |
| - 91 kg detalls | Oleksandr Usyk (UKR)   | Clemente Russo (ITA)        | Tervel Pulev (BUL)               |
| - 91 kg detalls | Oleksandr Usyk (UKR)   | Clemente Russo (ITA)        | Teymur Mammadov (AZE)            |
| + 91 kg detalls | Anthony Joshua (GBR)   | Roberto Cammarelle (ITA)    | Magomedrasul Majidov (AZE)       |
| + 91 kg detalls | Anthony Joshua (GBR)   | Roberto Cammarelle (ITA)    | Ivan Dychko (KAZ)                |

### Categoria femenina
| Prova           | Or                     | Plata                   | Bronze                 |
| - 51 kg detalls | Nicola Adams (GBR)     | Ren Cancan (CHN)        | Marlen Esparza (USA)   |
| - 51 kg detalls | Nicola Adams (GBR)     | Ren Cancan (CHN)        | Mary Kom (IND)         |
| - 60 kg detalls | Katie Taylor (IRL)     | Sofya Ochigava (RUS)    | Mavzuna Chorieva (TJK) |
| - 60 kg detalls | Katie Taylor (IRL)     | Sofya Ochigava (RUS)    | Adriana Araujo (BRA)   |
| - 75 kg detalls | Claressa Shields (USA) | Nadezda Torlopova (RUS) | Marina Volnova (KAZ)   |
| - 75 kg detalls | Claressa Shields (USA) | Nadezda Torlopova (RUS) | Li Jinzi (CHN)         |

## Medaller

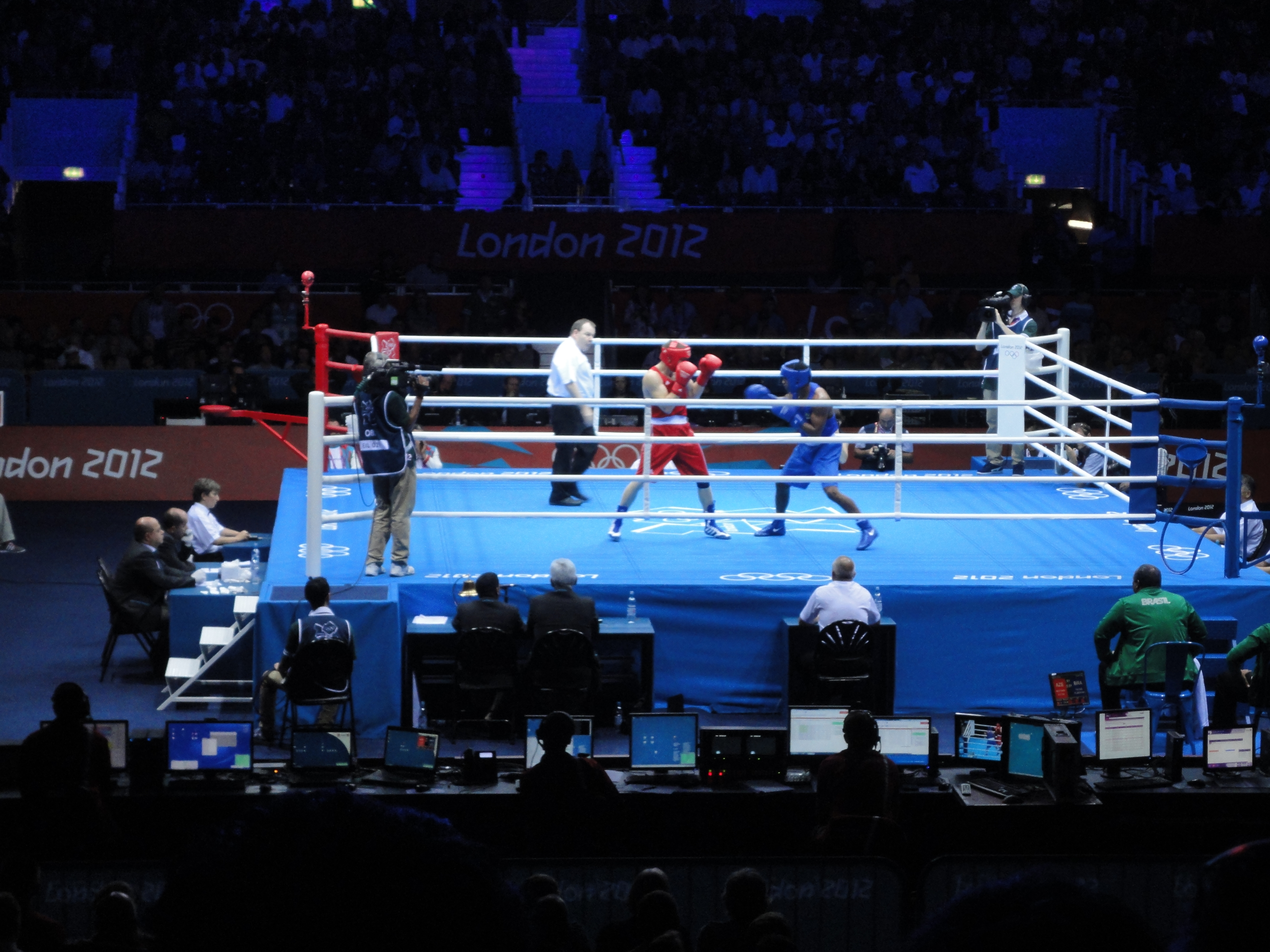
Imatge de la competició masculina.

| Posició | País            | Or | Plata | Bronze | Total |
| 1       | Regne Unit      | 3  | 1     | 1      | 5     |
| 2       | Ucraïna         | 2  | 1     | 2      | 5     |
| 3       | Cuba            | 2  | 0     | 2      | 4     |
| 4       | Rússia          | 1  | 2     | 3      | 6     |
| 5       | Irlanda         | 1  | 1     | 2      | 4     |
| 5       | Kazakhstan      | 1  | 1     | 2      | 4     |
| 6       | R.P. de la Xina | 1  | 1     | 1      | 3     |
| 8       | Japó            | 1  | 0     | 1      | 2     |
| 9       | Estats Units    | 1  | 0     | 1      | 2     |
| 10      | Itàlia          | 0  | 2     | 1      | 3     |
| 11      | Brasil          | 0  | 1     | 2      | 3     |
| 12      | Mongòlia        | 0  | 1     | 1      | 2     |
| 13      | Corea del Sud   | 0  | 1     | 0      | 1     |
| 13      | Tailàndia       | 0  | 1     | 0      | 1     |
| 15      | Azerbaidjan     | 0  | 0     | 2      | 2     |
| 16      | Bulgària        | 0  | 0     | 1      | 1     |
| 16      | Índia           | 0  | 0     | 1      | 1     |
| 16      | Lituània        | 0  | 0     | 1      | 1     |
| 16      | Tadjikistan     | 0  | 0     | 1      | 1     |
| 16      | Uzbekistan      | 0  | 0     | 1      | 1     |
| Total   | Total           | 13 | 13    | 26     | 52    |